# Dukelská pamětní medaile
Dukelská pamětní medaile byla zřízena dne 26. června 1959 u příležitosti 15. výročí bojů u Dukly vládním nařízením, aby ocenila zásluhy o osvobození Československé republiky.
Byla udělována žijícím, padlým či zemřelým příslušníkům 1. československého armádního sboru v SSSR, kteří se účastnili bojů u Dukly 8. září až 28. listopadu. Podmínkou pro udělení bylo přispět k poražení nepřítele a pomoci československým jednotkám. Předával ji prezident republiky.
Medaile je zhotovena z bronzu a má průměr 35 mm na 2 mm. Na averzu jsou zobrazeni dva vojáci hledící doprava. Kolem vojáka, který má přilbu a v popředí svírá pažbu samopalu, je vavřín. Druhý voják má na hlavě beranici. Nahoře se nachází nápis Čest a sláva dukelským hrdinům. Návrh averzu vytvořil Jiří Prádler. Na reverzu jsou zobrazeny kráčející vojáci, kteří si podávají ruce. Výtvarně ho ztvárnil Jaroslav Brůha.